# Maurice Zerah
Pour les articles homonymes, voir Zerah.
Maurice Zerah, né le 14 juillet 1931 à Khereddine et mort le 4 mai 2013 à Vernon, est un volleyeur tunisien.
Formé à la Herzellia Sports, l'une des équipes phares du volley-ball tunisien après la Seconde Guerre mondiale, il remporte le championnat junior en 1948 et éclipse vite ses coéquipiers et adversaires.
Il passe ensuite à l'équipe rivale de l'Alliance sportive où il remporte successivement les doublés de la coupe et du championnat en 1951, 1952 et 1953 et le championnat en 1954. Son club domine également la scène maghrébine où il remporte le titre en 1953 et 1954.
Par ailleurs, l'Alliance sportive remporte la coupe de l'Union française en battant le champion de France de l'époque, le Stade français, en 1953. C'est alors que Maurice Zerah est appelé en équipe de France tout comme son coéquipier Max Sitruk pour participer au championnat d'Europe masculin de volley-ball ; il y joue de nombreux matchs, sous les ordres de Michel Constantin alors capitaine, et participe aux Maccabiades. Le Racing Club de France l'engage alors et Zerah termine sa carrière en France.